# Brenda Leigh Johnson
La subjefa Brenda Leigh Johnson (interpretada por Kyra Sedgwick) es un personaje de ficción presentado en la serie de TNT "The Closer". Dirige la División de Delitos Mayores (anteriormente la División de Homicidios Prioritarios) del Departamento de policía de Los Ángeles. En la serie se la presenta como una mujer inteligente, decidida, exigente y muy concisa. Tiene una tendencia a ofender a las personas que participan en sus casos y compañeros de trabajo, pero cuenta con habilidades de gran alcance para determinar los hechos de un delito, obligando en diferentes casos a los sospechosos a confesar por medio de tácticas que han demostrado ser muy útiles e inteligentes.
Dada su fuerte personalidad, al principio era odiada por todos sus compañeros, quienes poco a poco fueron ganando confianza en ella y en su trabajo, a medida que ésta iba demostrando sus capacidades y su verdadera forma de ser, una vez lidiadas las tensiones del comienzo de Brenda como subjefa.

## Biografía
En la serie, los padres de Brenda son Clay y Willie Rae Johnson. Su padre era un capitán en el ejército de EE.UU., pero ahora está retirado. Se graduó de la Universidad de Georgetown.
El personaje pasó siete años con la Agencia Central de Inteligencia, cuatro años con el Departamento de Policía Metropolitana del distrito de Columbia (MPD), y 3 ½ años con el Departamento de Policía de Atlanta antes de pasar a la policía de Los Ángeles. Ella creció en Georgia, donde sus padres aún viven.
Durante la segunda temporada, Johnson fue establecida para pasar a tener 40 años - haciéndola un año más joven (según la fecha de la filmación) que Kyra Sedgwick, la actriz que la interpreta. El episodio correspondiente ('regusto') salió al aire 3 de julio 2006 y mostró su colega, el agente especial Fritz Howard Johnson enviar un enorme ramo de flores. Otro personaje, el detective Louie Provenza lee la tarjeta, "¡Feliz cumpleaños, tienes 40 años de juventud y te amo".

## Vida de trabajo

### Hábitos
La marca comercial de Brenda es su "cadencia Georgia melosa", y su eslogan es "Gracias; muchas gracias."
Si ella no puede detener y condenar a un criminal, a continuación explorará otras vías con el fin de someterlos a la justicia, como tenerlos encerrados en una cárcel extranjera o con filtrar ciertos detalles a ciertas personas con el fin de conseguir que lo maten. A pesar de que ella consigue en gran medida salirse con la suya en temporadas anteriores, con el tiempo ella aterriza en un gran problema.
Brenda es retratada con una grave adicción al trabajo al cual habitualmente se centra, excluyendo lo demás a su alrededor, hábito que muchas veces choca con sus vidas y sus relaciones profesionales y personales, presenta además adicción a los dulces, principalmente al chocolate, a los que se refugia por ansiedad y frustración. 
En su trabajo ella tiende a ser muy meticulosa en sus investigaciones y examinar de cerca los detalles. 
A ella le encanta la comida basura y los dulces, especialmente Ding Dong , aunque trata de reducir esa dependencia. A menudo se esconde todo tipo de comida basura en los cajones, carteras y otros lugares. 
Ella es también relajada en los quehaceres domésticos, reconociendo en un episodio que ella no se dedica a las tareas del hogar todos los días. En otro episodio, durante una pequeña discusión con Fritz sobre el lugar donde está el correo, Fritz comenta que si mirara a su correo todos los días en lugar de una vez por semana, ella sabría donde se guarda.
El personaje de Brenda también parece ser cautelosa ante el cambio, tal vez debido a sus malas relaciones anteriores. Ella tiene inicialmente reticencia a que Fritz se vaya a vivir con ella y aún más cuando se habla de la compra de una casa juntos, pero Fritz utiliza medidas desesperadas para convencerla de lo contrario. Ella también se adhiere a menudo a los valores tradicionales, y se pone abrumada cuando Fritz habla de tener hijos después de su falso embarazo en la temporada 2, debido a que "no están casados todavía, y hay un cierto orden a las cosas." Ella habla de querer protegerse contra futuros embarazos no planificados por las mismas razones. Cuando Fritz propone, ella acepta sin vacilación.

### Problemas (profesional, personal y de la Salud)
Cuando Brenda comienza liderando la División de Homicidios de prioridad, el equipo le da una fría recepción. En masa aplican para una transferencia en apoyo del exjefe de la división, el entonces capitán, ahora comandante Taylor. Se descarta la aceptación y ella lanza sus aplicaciones en el cubo de la basura en frente de ellos. Sus compañeros en el departamento también se resienten de la fila se le dio cuando se unió a la policía de Los Ángeles. [3] Para agravar este, Brenda aliena el FBI y la oficina del fiscal del distrito de Los Ángeles, al enrostrarles sus errores en casos que ella exitosamente cerró. Sin embargo, ella se gana el respeto de Taylor resolviendo el asesinato del hijo de su amigo de la familia. [7]
Brenda es atacada en un episodio temprano en la primera temporada, mientras investigaba en la casa de la víctima, al ser confundida por esta, la cual supuestamente había publicado un mensaje en línea diciendo que quería ser violada. Brenda llega a su arma y evita el asalto,pero sufre algún daño físico producto del ataque inicial. Tras una llamada de Fritz, durante el cual se lucha por disimular lo mucho que el incidente le ha molestado, Fritz se presenta en el Parker Center para llevar a Brenda a casa y cuidar de ella por la noche, una señal temprana de sus fuertes sentimientos por ella.
Durante el proceso de divorcio del Jefe Pope y Estelle, Pope pide a Brenda que declare a su favor en la audiencia de custodia de sus dos hijos. Ella le ayuda y Pope obtiene la custodia [8]. Estelle, furiosa con Brenda por su declaración, va a la sala de la brigada y le grita a Brenda, delante de todos, que espera no enterarse de que "ella está durmiendo con Pope de nuevo". Todos los presentes en la sala de la brigada, incluyendo al comandante Taylor, se enteran de que Brenda tuvo un romance con el jefe Pope. Esto provoca que la gran mayoría cuestione si su traslado y cargo se deban a su relación con Pope [9]. Brenda queda en shock por la situación y se niega a hablar sobre el tema. El comandante Taylor más tarde hace una declaración en frente de toda la plantilla, desacreditando lo que dijo Estelle, y afirma que Brenda fue acusada falsamente. Brenda más tarde reúne todas las fotos y los recuerdos de su relación pasada con Pope y los arroja a la basura en la oficina. [9]
Disparos Parker Center y licencia administrativa	Editar
Cerca del final de la segunda temporada, Brenda se puso en licencia administrativa (con sueldo) a causa de un tiroteo que se produjo en el Parker Center. Si bien la investigación de la muerte de la esposa de un exasesino a sueldo de la mafia y un agente del FBI, se da cuenta de que el asesino a sueldo (un informante de la mafia para el FBI) mató a su esposa cuando se supo que tenía un aborto. El asesino y su esposa habían estado en el FBI custodia de protección en el momento. Sin embargo, desconocido para él, otro agente del FBI había ayudado a la mujer del asesino ir a un médico para someterse a un aborto. Cuando el asesino descubre esto, se dispara fatalmente el agente del FBI que se trate en la sala de asesinato por el acaparamiento de la pistola del detective teniente Provenza fuera de su escritorio y le toma de rehenes. Durante el enfrentamiento resultante, Det. Sánchez dispara el informante mafia cuatro veces, hiriendo fatalmente él.
Mientras que Brenda está de licencia administrativa, su escuadra (o lo que queda de ésta, pues se encuentra prácticamente desmantelada) es dirigida por el comandante Taylor, un personaje con el que Brenda ha tenido una relación difícil. Ella está en contacto con un viejo amigo de la CIA para investigar (en secreto) la muerte de un adolescente árabe, debido a posibles vínculos con el terrorismo y un posible traidor dentro de la CIA. Ella resuelve el caso y, a cambio, recupera su escuadra.
Brenda no se fía de sus padres muy tradicionales del sur y averiguar acerca de su estar con Fritz. Una manera en que esto se muestra es por ella y Fritz mantenimiento de las líneas de teléfono por separado. En la temporada 2, cuando la madre de Brenda viene de visita, Fritz está obligado a esperar hasta que su madre se va antes de que pueda mudarse con Brenda, y ambos tienen que ocultar constantemente su relación. Por último, como la madre de Brenda está a punto de salir, ella revela que ella sabe de la relación y aprueba, pero no lo revelará al padre de Brenda. En la temporada 3, Fritz recoge accidentalmente el teléfono equivocado y termina de hablar con el padre de Brenda. Brenda está furioso y temeroso de la reacción de su padre, sobre todo porque no va a hablar con ella y le dice que envió una carta. Brenda menciona que la última vez que recibió una carta de su padre fue cuando recibió una B en la universidad. Su personaje responde emocionalmente cuando se entera de que la carta de su padre es de perdón y felicidad para ella, no la ira.

#### Historial médico
En la tercera temporada, se revela que Brenda está enferma, que alarma a su escuadra y Fritz. Sus síntomas incluyen sofocos, cambios de humor, náuseas, calambres y mareos. Sus casos y su renuencia le impiden ver a un médico de inmediato, a pesar de los intentos de Fritz para que se vaya. Finalmente ver a un médico, se le da un diagnóstico preliminar de la menopausia. En el trastorno emocional que sigue, Fritz propone matrimonio. En el siguiente episodio revela que en realidad sufre de síndrome de ovario poliquístico, por lo que se somete a más pruebas para asegurarse de que no es cáncer. Por último, se le dice que su condición es reversible a través de la incisión ovárica y que ella será capaz de tener hijos, mucho a la emoción de sus padres, su madre en particular.
Brenda también es atacada con una picana en la tercera temporada y mantenida cautiva, escapando después de que se dispara al sospechoso. En el siguiente episodio, el psicólogo departamento considere su apto para el servicio activo después de Brenda no muestra preocupación por su ataque, inminente visita de sus padres, ella y reciente compromiso de Fritz, su búsqueda de una casa, y sus problemas médicos. En ese mismo episodio, ella está atrapada en el fuego cruzado de un asesinato de un periodista de investigación. El periodista es asesinado y su camarógrafo gravemente herido, pero Brenda y el sargento Gabriel escapan relativamente ilesos.

#### Caso Stroh: sin cerrar la investigación de Brenda
Hacia el final de la cuarta temporada ( episodio 4.13: "Poder" ), División de Delitos Mayores está investigando un asesinato vinculado a seis cargos de violación. En sus manos, tienen Chris Dunlap, un año de edad de treinta y tantos años que fue encontrado escondido en un árbol en la noche del asesinato. Cuando Brenda casi consigue una confesión, es interrumpida por la llegada del abogado de Dunlap, Phillip Stroh ( Billy Burke ). Después de ser capturado en varios de los trucos de Stroh, como ser forzado a abrir su caso a él por el vicefiscal de distrito Martin Garnett, Brenda consigue Dunlap a confesar que era el cómplice de las violaciones. Cuando se entera de que Dunlap nunca participó en el crimen y al que estaba cometiendo los crímenes pregunta, ella se sorprende de que se acusa a su abogado, Phillip Stroh. Brenda es más listo que el abogado inteligente y no obtiene una confesión; Por otra parte, la puesta en orden de la casa de Stroh sirve no hay buenas pistas, dejando la caja abierta.
Cuando Brenda vuelve demasiado obsesionado con sólo su investigación no cerrada, ella comienza a tener pesadillas aterradoras de Stroh irrumpir en su apartamento y atacarla, ( episodio 5.8: "Elysian Fields" ). Tiempo libre de Brenda se ha comprometido a resolver el caso por su cuenta, que cruza encima en el momento en que Fritz le gustaría estar con ella.
En el final de la serie, el episodio 7.21 titulado "La Última Palabra" (2012), dos hombres Trysting en un testigo parque aislado de un hombre enmascarado con el cuerpo de una mujer desnuda y huir de la escena. Las persecuciones de causantes y las luchas con uno de ellos (adolescente sexo de supervivencia prostituta oxidado Beck), que se quita la máscara del culpable y utiliza el teléfono celular de su john para marcar el 911 para reportar el crimen. Brenda y su equipo hallaron el cuerpo y el uso de las pistas encontradas en tierra de entierro del asesino en serie ya través de la llamada de teléfono para localizar a los dos testigos e identificar tentativamente como el culpable Stroh. Para identificar positivamente Stroh y cerrar su último caso, sin embargo, Brenda deben recurrir a medios no tradicionales que le costó su trabajo y se acercan a un costo de Beck y Brenda sus vidas. Brenda atrae Stroh revelarse a sí mismo dando a conocer en las imágenes de los medios de Beck llevaba máscara del asesino en serie como un sombrero y llamando al 911, junto con el audio y las transcripciones de esa llamada. Stroh muerde el anzuelo, acercándose a Beck en la calle, y se transporta en una investigación con MCD. Allí, Brenda amenaza que ella tiene su ADN, y Stroh, revelando que sigue de cerca todos los detalles de su vida, se burla Brenda sobre la reciente muerte de su madre. Brenda lo ataca, dibujo sangre y fragmentos de piel que ella y su amigo en la oficina del fiscal convencer al laboratorio forense para que coincida contra el ADN tomado de la máscara de Stroh. Esa noche, cuando Fritz ha dejado para Washington, DC, para agilizar el caso, Stroh irrumpe en la casa de Brenda, sostiene Beck a punta de cuchillo, y ataca a Brenda. Brenda le dispara, pero - a pesar de la tentación, así como instado por Beck para matar Stroh - que es perseguido por los recuerdos del caso Turrell Baylor y su propia conciencia y pide una ambulancia, en su lugar. Stroh ofrece una confesión, pero no característico Brenda no quiere oírlo. Esto refleja un nuevo tipo de "más cerca", lo que refleja que ella ha aprendido de la muerte de su madre y de los comentarios de Beck y la historia de vida y en su lugar debe centrarse en los vivos, no los muertos. 
El caso Stroh continúa afectando a su vieja escuadra a través de Delitos Mayores , centrándose en los esfuerzos de Stroh para detener oxidado Beck de testificar contra él. Mientras que sus esfuerzos para tener otro asesino en serie mata Beck fallan con la ayuda de Fritz y el FBI, Stroh, finalmente, se escapa y se encuentra en la suelta de nuevo.

## Personalidad e idiosincrasia
- La bebida favorita de Brenda es una " gran copa de Merlot". (Episodio 1: 2: "About Face").
- Brenda tiene una casa y un gato de una víctima de asesinato cuyo caso resolvió. Brenda le pone al gato "Kitty" (Gatito), y se refiere a Kitty con pronombres masculinos, ya que pensó que era macho hasta que dio a luz a unos gatitos. En el tercer episodio de la temporada 5, Brenda debe tomar la decisión de aplicarle la eutanasia a Kitty debido a problemas de salud y edad, lo cual causa mucho dolor en Brenda.

Al final de la temporada 5, Fritz le consigue a Brenda un gatito llamado "Joel". Irónicamente, ahora que en realidad tiene un gato macho, Brenda se refiere en ocasiones a Joel como "ella".
- Brenda habla "alemán, ruso, y totalmente versada en Checo". Sin embargo, el estar en Los Ángeles y no saber hablar español, la hace sentir con un poco de desventaja. (Episodio 1:13: "Standards & Practices")
- A Brenda le encanta la comida chatarra y los dulces, y los oculta en cajones, carteras y otros lugares. Uno de sus dulces favoritos son los Ding Dongs de Hostess.